# Wrócisław Smoleński

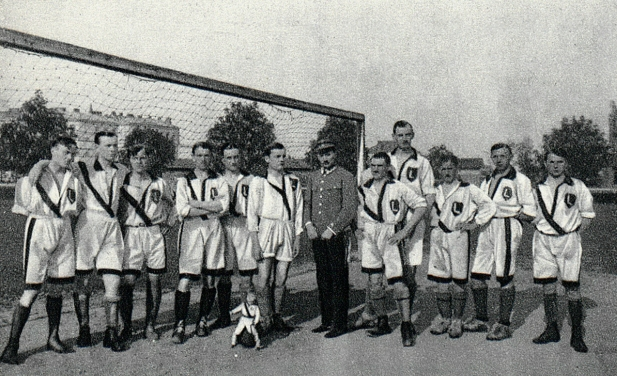
Legionowy klub piłkarski „Legia”, Warszawa 1917. Wrócisław Smoleński stoi pierwszy od prawej

Wrócisław Smoleński także Wrocisław Zagłoba-Smoleński (ur. 14 stycznia 1896 w Krakowie, zm. 11 listopada 1918 w Przemyślu) – podchorąży Wojska Polskiego, działacz niepodległościowy, kawaler Orderu Virtuti Militari.

## Życiorys
Urodził się 14 stycznia 1896 w Krakowie, w rodzinie Bronisława (1861–1928), urzędnika pocztowego i Felicji (1870–1921). Był starszym bratem Olgierda Zygmunta Mariana (1899–1969), kapitana artylerii Wojska Polskiego, odznaczonego Medalem Niepodległości.
W 1914 ukończył klasę VII w c. k. IV Gimnazjum Realnym w Krakowie, a następnie wstąpił do Legionów Polskich. Służył w sztabie 1 pułku piechoty. Wiosną 1915 zachorował. 4 marca 1915 przebywał w szpitalu w czeskich Cieplicach.
Po kryzysie przysięgowym (lipiec 1917) został internowany, a następnie wcielony do cesarskiej i królewskiej Armii i przydzielony do c. i k. Pułku Piechoty Nr 80. Urlopowany z wojska, wrócił do Krakowa i rozpoczął studia na Wydziale Prawa Uniwersytetu Jagiellońskiego.
10 listopada 1918 wyjechał z Krakowa do Przemyśla z pierwszym oddziałem odtwarzanego 5 pułku piechoty Legionów pod dowództwem majora Juliana Stachiewicza. Poległ następnego dnia w walkach o Przemyśl (pocisk wypełniony ekrazytem rozerwał mu szczękę). Został pochowany w grobie rodzinnym na cmentarzu Rakowickim w Krakowie.
11 czerwca 1921 ówczesny dowódca 5 pułku piechoty Legionów podpułkownik Stanisław Skwarczyński napisał we „wniosku na odznaczenie orderem «Virtuti Militari»”: „w dniu 11 listopada 1918 r. w walce ulicznej o utrzymanie zajętej pozycji na ul. Rejtana w Przemyślu odznaczył się wybitnie ś.p. podch. Wrócisław Zagłoba-Smoleński, który swym nieustraszonym męstwem i poświęceniem zdołał utrzymać powierzony sobie oddział na najbardziej wysuniętym i zagrożonym odcinku, odpierając kilkakrotnie ataki przeważających sił ukraińskich. W jednym z ostatnich ataków ugodzony kulą nieprz[yjacielską]. ginie na czele swego oddziału, oddając swą krew i życie w obronie ukochanej Ojczyzny. Swą bohaterską śmiercią i szeregiem dokonanych czynów w swej służbie żołnierza polskiego w zupełności zasłużył na odznaczenie «Virtuti Militari»”.

## Ordery i odznaczenia
- Krzyż Srebrny Orderu Wojskowego Virtuti Militari nr 3165 – pośmiertnie[15][16]
- Krzyż Niepodległości – pośmiertnie 9 listopada 1933 „za pracę w dziele odzyskania niepodległości”[17][1][18]
- Krzyż Walecznych[19][20]